# Asthenes sclateri
Cesteiro-da-puna ou lenheiro-serrano (Asthenes sclateri) é uma espécie de ave da família Furnariidae.
Pode ser encontrada nos seguintes países: Argentina, Bolívia e Peru.
Os seus habitats naturais são: campos de gramíneas de clima temperado e campos de altitude subtropicais ou tropicais.